# Pet Shop Boys
Pet Shop Boys (транскр. Пет шоп бојс) енглески је синт поп дуо. Основан је 1981. године у Лондону, а чине га Нил Тенант и Крис Лоу. 
Поред своје музике, пишу и продуцирају музику других уметника и пишу филмску музику. До данас су у свету продали око 100 милиона носача звука.. Од 1986. имали су 22 хита међу 10 најпопуларнијих у УК, укључујући четири прва места: West End Girls, It's a Sin, Always on My Mind и Heart. Од средине 80-их постали су популарни у свету. 
Примили су награду Брит 2009. за изузетан допринос музици.

## Чланови

### Садашњи
- Нил Тенант — главни и пратећи вокал, синтесајзер, гитара
- Крис Лоу — клавијатуре, синтесајзер, пратећи вокал

## Дискографија
| - (1986) - (1987) - (1988) - (1990) - (1993) - (1996) - (1999) - (2002) - (2006) - (2009) - (2012) - (2013) - (2016) - (2020) - (2024) - (2009) - (2019) - (2001) - (2005) - (2011) | - (2006) - (2010) - (2019) - (1989) - (1991) - (1995) - (1998) - (2003) - (2009) - (2010) - (2012) - (1986) - (1994) - (2003) - (2007) |

## Награде и номинације
- Награде Кју

| Година | Категорија                              | Номиновано дело | Исход    |
| ------ | --------------------------------------- | --------------- | -------- |
| 2004.  | Кју инспирација                         | —               | Освојено |
| 2013.  | Кју награда за изузетан допринос музици | —               | Освојено |

- Награде Греми

| Година | Категорија                            | Номиновано дело | Исход      |
| ------ | ------------------------------------- | --------------- | ---------- |
| 2007.  | Најбољи албум денс/електронске музике |                 | Номинација |
| 2010.  | Најбољи албум денс/електронске музике |                 | Номинација |

## Наступи у Србији
| Датум         | Место    | Простор                 | Напомене                 | Изв.        |
| ------------- | -------- | ----------------------- | ------------------------ | ----------- |
| 9. јул 2006.  | Нови Сад | Петроварадинска тврђава | у оквиру фестивала Егзит | [ 2 ] [ 3 ] |
| 10. јул 2014. | Нови Сад | Петроварадинска тврђава | у оквиру фестивала Егзит | [ 4 ] [ 5 ] |